# Charlois (Rotterdam)
Charlois (Aussprache sjaarloos/'ʃaːrlous/ (niederländisch), /'ʃaːɻlɜus/ (Rotterdamer Dialekt)) ist ein Stadtbezirk von Rotterdam und liegt am südlichen Maasufer. Am 1. Januar 2024 zählte Charlois 70.525 Einwohner.
Charlois teilt sich in die Stadtteile Carnisse, Heijplaat, Oud-Charlois, Pendrecht, Tarwewijk, Wielewaal, Zuidwijk und Zuidplein.

## Geschichte
Die erste (ursprüngliche) Besiedlung in Charlois geht auf die Zeit vor dem Jahr 1200 zurück. 1458 wurde das Gebiet 'De Reijerwaard', in dem sich Charlois befindet, von Philipp von Burgund an seinen Sohn Karl den Kühnen geschenkt. Am 14. April 1462 gibt Karl der Kühne den Vorstand an Matteys de Buyser, IJsbrand Uyt ten Hage, Arend van der Woude und Anthony Michelsz van Eversdijck zurück und erteilt ihnen die Erlaubnis, den Boden einzudeichen. In derselben Urkunde legt er fest, dass das eingedeichte Gelände im Folgenden als Land von Charollais bezeichnet wird. Dieser Name stammt von der Grafschaft Charolais im heutigen Frankreich, die ebenfalls im Besitz Karls des Kühnen war. 1873 wurde die Gemeinde Katendrecht, die bereits auf drei Seiten vom Gebiet von Charlois umgeben war, aufgelöst und Charlois zugeschlagen. 1895 wurde Charlois selbst anschließend von Rotterdam annektiert, das sofort damit begann, auf dem ehemals landwirtschaftlich genutzten Gebiet ein großes Hafengebiet zu schaffen.

## Persönlichkeiten
- Frederika Broeksmit (1875–1945), impressionistische Malerin, Zeichnerin, Radiererin und Lithografin
- Antoinette Brouwer (1894–nach 1956), Malerin